# Siêu cúp Nhật Bản
Siêu cúp Nhật Bản hay  Fuji Xerox Super Cup (富士ゼロックススーパーカップ Fuji zerokkusu sūpā kappu) là một trận đấu bóng đá thường niên tại Nhật Bản được tổ chức bởi J. League và Liên đoàn bóng đá Nhật Bản (JFA). Đây là trận đấu mở đầu mùa giải giữa đội Vô địch J. League và đội giành Cúp Hoàng đế năm trước đó. Fuji Xerox hiện là nhà tài trợ cho giải đấu thành lập năm 1994 này.
Trận đấu thường thi đấu vào cuối tháng Hai.

## Các câu lạc bộ tham dự
Thông thường thì, những câu lạc bộ dưới đây có đủ tư cách tham dự:
- Giành chức vô địch J. League
- Giành chức vô địch Cúp Hoàng đế

Tuy nhiên nếu một câu lạc bộ giành cú double danh hiệu cả vô địch J. League và Cúp Hoàng đế, đội á quân J. League sẽ tham dự. (Ghi chú: Cho tới trước mùa 2009, đội á quân Cúp Hoàng đế sẽ đá trận đấu này.)

## Thể thức
- Một trận đấu 90 phút
- Nếu hoà, sút penalty sẽ xác định nhà vô địch (không có hiệp phụ)

## Địa điểm thi đấu
- Sân vận động Quốc gia Kasumigaoka (1994–2004, 2006–2010, 2012–2014)
- Sân vận động Quốc tế Yokohama (2005, 2011, 2015)

## Kết quả
| Năm  | Đội vô địch J.League | Tỉ số     | Đội giành Cúp Hoàng đế | Ngày                     | Sân                           |
| ---- | -------------------- | --------- | ---------------------- | ------------------------ | ----------------------------- |
| 1994 | Verdy Kawasaki       | 2–1       | Yokohama Flügels       | 5 tháng 3 năm 1994       | Sân vận động Quốc gia, Tokyo  |
| 1995 | Verdy Kawasaki       | 2–2 (4–2) | Bellmare Hiratsuka     | 11 tháng 3 năm 1995      | Sân vận động Quốc gia, Tokyo  |
| 1996 | Yokohama Marinos     | 0–2       | Nagoya Grampus Eight   | 9 tháng 3 năm 1996       | Sân vận động Quốc gia, Tokyo  |
| 1997 | Kashima Antlers      | 3–2       | Verdy Kawasaki         | 5 tháng 3 năm 1997       | Sân vận động Quốc gia, Tokyo  |
| 1998 | Júbilo Iwata         | 1–2       | Kashima Antlers        | 14 tháng 3 năm 1998      | Sân vận động Quốc gia, Tokyo  |
| 1999 | Kashima Antlers      | 2–1       | Shimizu S-Pulse†       | 27 tháng 2 năm 1999      | Sân vận động Quốc gia, Tokyo  |
| 2000 | Júbilo Iwata         | 1–1 (3–2) | Nagoya Grampus Eight   | 4 tháng 3 năm 2000       | Sân vận động Quốc gia, Tokyo  |
| 2001 | Kashima Antlers      | 0–3       | Shimizu S-Pulse‡       | 3 tháng 3 năm 2001       | Sân vận động Quốc gia, Tokyo  |
| 2002 | Kashima Antlers      | 1–1 (4–5) | Shimizu S-Pulse        | 23 tháng 2 năm 2002      | Sân vận động Quốc gia, Tokyo  |
| 2003 | Júbilo Iwata         | 3–0       | Kyoto Purple Sanga     | 1 tháng 3 năm 2003       | Sân vận động Quốc gia, Tokyo  |
| 2004 | Yokohama F. Marinos  | 1–1 (2–4) | Júbilo Iwata           | 6 tháng 3 năm 2004       | Sân vận động Quốc gia, Tokyo  |
| 2005 | Yokohama F. Marinos  | 2–2 (4–5) | Tokyo Verdy 1969       | 26 tháng 2 năm 2005      | Sân vận động Nissan, Yokohama |
| 2006 | Gamba Osaka          | 1–3       | Urawa Red Diamonds     | 25 tháng 2 năm 2006      | Sân vận động Quốc gia, Tokyo  |
| 2007 | Urawa Red Diamonds   | 0–4       | Gamba Osaka‡           | 24 tháng 2 năm 2007      | Sân vận động Quốc gia, Tokyo  |
| 2008 | Kashima Antlers      | 2–2 (3–4) | Sanfrecce Hiroshima‡   | 1 tháng 3 năm 2008       | Sân vận động Quốc gia, Tokyo  |
| 2009 | Kashima Antlers      | 3–0       | Gamba Osaka            | 28 tháng 2 năm 2009      | Sân vận động Quốc gia, Tokyo  |
| 2010 | Kashima Antlers      | 1–1 (5–3) | Gamba Osaka            | 27 tháng 2 năm 2010      | Sân vận động Quốc gia, Tokyo  |
| 2011 | Nagoya Grampus       | 1–1 (3–1) | Kashima Antlers        | 26 tháng 2 năm 2011      | Sân vận động Nissan, Yokohama |
| 2012 | Kashiwa Reysol       | 2–1       | F.C. Tokyo             | 3 tháng 3 năm 2012       | Sân vận động Quốc gia, Tokyo  |
| 2013 | Sanfrecce Hiroshima  | 1–0       | Kashiwa Reysol         | 23 tháng 2 năm 2013      | Sân vận động Quốc gia, Tokyo  |
| 2014 | Sanfrecce Hiroshima  | 2–0       | Yokohama F. Marinos    | 22 tháng 2 năm 2014      | Sân vận động Quốc gia, Tokyo  |
| 2015 | Gamba Osaka          | 2–0       | Urawa Red Diamonds     | 28 tháng 2 năm 2015      | Sân vận động Nissan, Yokohama |
| 2016 | Sanfrecce Hiroshima  | 3–1       | Gamba Osaka            | ngày 20 tháng 2 năm 2016 | Sân vận động Nissan, Yokohama |
| 2017 | Kashima Antlers      | 3–2       | Urawa Red Diamonds     | ngày 18 tháng 2 năm 2017 | Sân vận động Nissan, Yokohama |

† Sau khi giành Cúp Hoàng đế, Yokohama Flügels, giải thể, đội á quân, Shimizu S-Pulse, giành quyền thi đấu.
‡ Câu lạc bộ vô địch cả J. League và Cúp Hoàng đế năm trước đó; vì thế, đội á quân Cup giành quyền thi đấu.

## Siêu cúp trước đó
Siêu cúp Nhật Bản cũng được tổ chức trong kỷ nguyên Giải bóng đá Nhật Bản (JSL) từ năm 1977 đến năm 1984. Tuy nhiên, nó không được tạo ra như là một trận tranh độc lập ở mùa giải thứ hai năm 1978 khi nó cũng đồng thời là trận khai mạc JSL. Những trận Siêu cúp trước diễn ra ít trang trọng như hiện nay và chỉ diễn ra trong 8 năm. Tất cả các trận đều diễn ra trên Sân vận động Quốc gia ở Tokyo trừ hai năm 1978 và 1980 được diễn ra ở Osaka.
| Năm  | Đội vô địch JSL   | Tỉ số     | Đội giành Cúp Hoàng đế | Ngày                | Sân                          |
| ---- | ----------------- | --------- | ---------------------- | ------------------- | ---------------------------- |
| 1977 | Furukawa Electric | 3–2       | Yanmar Diesel†         | 10 tháng 4 năm 1977 | Sân vận động Quốc gia, Tokyo |
| 1978 | Fujita Industries | 5–1       | Yanmar Diesel†         | 2 tháng 4 năm 1978  | Sân vận động Nagai, Osaka    |
| 1979 | Mitsubishi Motors | 0–0 (3–1) | Toyo Industries†       | 8 tháng 4 năm 1979  | Sân vận động Quốc gia, Tokyo |
| 1980 | Fujita Industries | 1–2       | Mitsubishi Motors†     | 6 tháng 4 năm 1980  | Sân vận động Nagai, Osaka    |
| 1981 | Yanmar Diesel     | 0–0 (3–2) | Mitsubishi Motors      | 5 tháng 4 năm 1981  | Sân vận động Quốc gia, Tokyo |
| 1982 | Fujita Industries | 2–0       | NKK SC                 | 28 tháng 3 năm 1982 | Sân vận động Quốc gia, Tokyo |
| 1983 | Mitsubishi Motors | 3–0       | Yamaha Motors          | 27 tháng 3 năm 1983 | Sân vận động Quốc gia, Tokyo |
| 1984 | Yomiuri S.C.      | 2–0       | Nissan Motors          | 25 tháng 3 năm 1984 | Sân vận động Quốc gia, Tokyo |

† Câu lạc bộ vô địch cả JSL và Cúp Hoàng đế năm trước đó; vì thế, đội á quân Cup giành quyền thi đấu.

## Kỷ lục
Năm nghiêng chỉ Giải bóng đá Nhật Bản. Câu lạc bộ nghiêng không còn tồn tại.
| Câu lạc bộ          | Vô địch | Á quân | Năm vô địch                        | Năm á quân                   |
| ------------------- | ------- | ------ | ---------------------------------- | ---------------------------- |
| Kashima Antlers     | 6       | 4      | 1997, 1998, 1999, 2009, 2010, 2017 | 2001, 2002, 2008, 2011       |
| Urawa Red Diamonds  | 4       | 4      | 1979, 1980, 1983, 2006             | 1981, 2007, 2015, 2017       |
| Tokyo Verdy         | 4       | 1      | 1984, 1994, 1995, 2005             | 1997                         |
| Sanfrecce Hiroshima | 4       | 1      | 2008, 2013, 2014, 2016             | 1979                         |
| Júbilo Iwata        | 3       | 2      | 2000, 2003, 2004                   | 1983, 1998                   |
| Gamba Osaka         | 2       | 4      | 2007, 2015                         | 2006, 2009, 2010, 2016       |
| Shonan Bellmare     | 2       | 2      | 1978, 1982                         | 1980, 1995                   |
| Shimizu S-Pulse     | 2       | 1      | 2001, 2002                         | 1999                         |
| Nagoya Grampus      | 2       | 1      | 1996, 2011                         | 2000                         |
| Cerezo Osaka        | 1       | 2      | 1981                               | 1977, 1978                   |
| Kashiwa Reysol      | 1       | 1      | 2012                               | 2013                         |
| JEF United Chiba    | 1       | 0      | 1977                               |                              |
| Yokohama F. Marinos | 0       | 5      |                                    | 1984, 1996, 2004, 2005, 2014 |
| NKK SC              | 0       | 1      |                                    | 1982                         |
| Yokohama Flügels    | 0       | 1      |                                    | 1994                         |
| Kyoto Sanga         | 0       | 1      |                                    | 2003                         |
| F.C. Tokyo          | 0       | 1      |                                    | 2012                         |